# Moos (Berg, Oberfranken)
Moos ist ein Gemeindeteil der Gemeinde Berg im Landkreis Hof (Oberfranken, Bayern).

## Lage
Das Dorf Moos befindet sich in einer Gemarkung östlich der Raststätte Frankenwald der Bundesautobahn 9 in der Nähe von Tiefengrün.

## Geschichte
In dem landwirtschaftlich geprägten Gemeindeteil steht das ehemalige Herrenhaus aus dem 17./18. Jahrhundert unter Denkmalschutz.